# Sint-Martinuskerk (Groffliers)
De Sint-Martinuskerk of Sint-Maartenskerk (Frans: Église Saint-Martin) is de parochiekerk van de gemeente Groffliers in het Franse departement Pas-de-Calais.

## Geschiedenis
Deze kerk werd waarschijnlijk gebouwd in de 12e eeuw. De zijbeuken van de kerk zijn gesloopt en de scheibogen werden in de 18e eeuw opgevuld na een overstroming, welke in 1745 plaatsvond. De kapitelen van de zuilen zijn 14e-eeuws. Het bijzondere portaal van de kerk is ook van die tijd.
De kerk is beschermd als monument historique.